# 流体軸受
流体軸受（りゅうたいじくうけ）とは、薄い液体、または気体の膜によって支持される軸受である。
流体動圧軸受や動圧、もしくは気体軸受としても分類される。それらは高荷重、高速回転の用途（ボールベアリングでは短寿命、または騒音が大きくなる分野）で使用される。また、ボールベアリングを流体軸受に置き換えることで、経費削減の効果も期待できる。

## 静圧軸受
ポンプなどにより流体に圧力を与え、軸と軸受けを支持する方法である（ホバークラフトやエアホッケーなどと同じ原理である）。ポンプが必要で複雑であるが、軸が停止状態もしくはほとんど停止している状態でも軸を浮かせることが出来る。
有名な例として、パロマー天文台の赤道儀を支えている軸受けがある。この望遠鏡の軸受けは、500トンある望遠鏡を自転運動にあわせてゆっくりなめらかに動かすため、静圧軸受をもちいており、摩擦係数が4.0×10-6と非常に小さい。
また、動圧軸受と組み合わせることで、動圧が得られるまでの間摩擦を低く保つことができる。

## 動圧軸受
軸受と軸の間に発生する動圧によって、軸と軸受けを支持する方法である。動圧が得られるように隙間をくさび状にしたり、一種のポンプとして働くような溝を軸に加工する手法が用いられる。一般に流体軸受といえばこちらを指すことが多い。

### 空気軸受
ローラーベアリングが接触するのに対して、空気軸受は薄い圧縮空気の層によって支持されるので、摩擦が0に近づく。2つの表面は接触しない。これにより、摩擦に起因する問題を避けることができる。高回転の用途に適している。

## 用途
- ハードディスクドライブのスピンドルモーター
- レーザープリンターのポリゴンミラー
- ビデオテープレコーダの回転ヘッド
- 送風機
  - CPUの冷却装置
- 研磨機の砥石主軸

ほか